# Periodo Tardío II

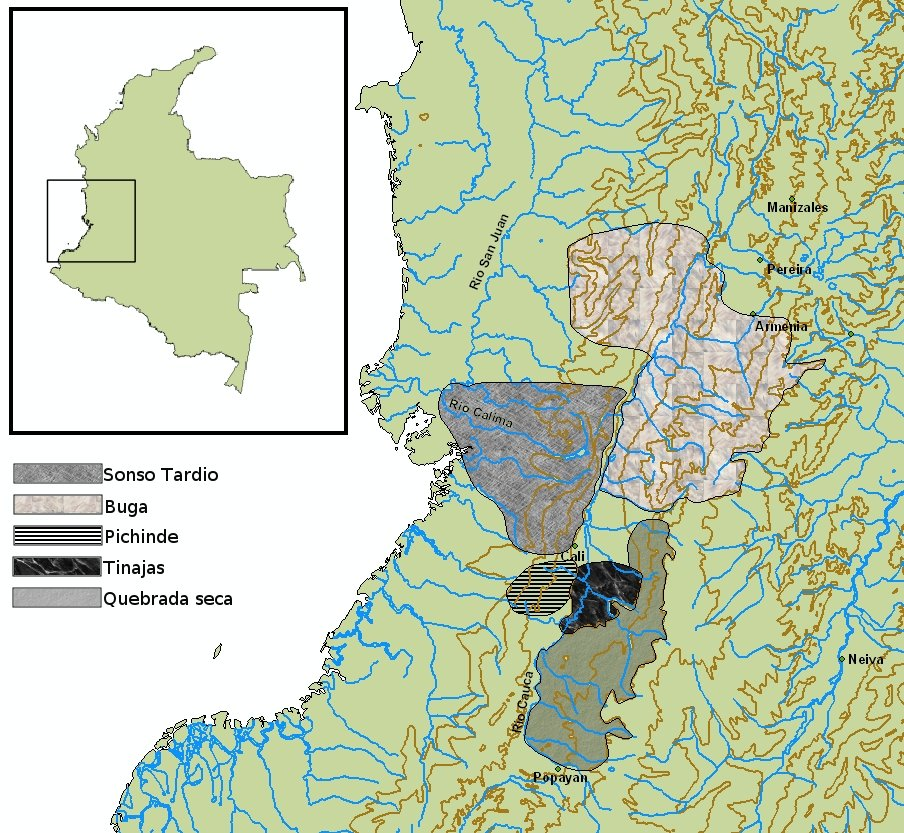
Ubicación geográfica periodo Tardío II (1.400-1.600 d. C.).

Periodo de la historia arqueológica del Valle del Cauca que abarca desde el 1.400 al 1.600 d. C. Es la continuación del periodo Tardío I. El gran cambio se da en la agricultura, la cual ante la creciente población del Valle se vuelve más extensiva y variada. Otras actividades son la pesca, textilería y el trueque. En cuanto a estructura social, ahora hay caciques principales y secundarios, estos últimos bajo el mando de los primeros. Las sociedades de este periodo fueron las que encontraron los españoles a su llegada al Valle medio del río Cauca desde 1.535.
Las culturas arqueológicas encontradas son:
- Sonso Tardío
- Pichindé
- Quebrada Seca
- Tinajas
- Buga